# Karl IV. (Alençon)

Das Wappen des Herzogs Karl IV. von Alençon.

Karl IV. von Valois (* 2. September 1489 in Alençon; † 11. April 1525 in Lyon) war Herzog von Alençon, Graf von Le Perche von 1492 bis 1525 sowie Graf von Armagnac, Fézensac und Rodez von 1497 bis 1525.

## Leben
Karl war der einzige Sohn von Herzog René und Margarete von Lothringen-Vaudémont. Er folgte seinem Vater nach dessen Tod (1. November 1492) als Herzog von Alençon. Trotz seiner Jugend figurierte er 1498 bei der Krönung König Ludwigs XII. als weltlicher Pair. Die Grafschaften Armagnac, Fézensac  und Rodez erbte er 1497 nach dem Tod seines kinderlosen Großonkels Karl I. von Armagnac, obschon diesem kein Verfügungsrecht über seine Territorien nach seinem Tod zustand. Während die Krone behauptete, kraft der Bestimmung König Karls VIII. von 1484 habe dem Erblasser nur der Genuss auf Lebenszeit gebührt, beriefen sich die Vormünder Karls auf die alte Erbfolgeordnung im Haus Armagnac. Der folgende Streit endete für Karl günstig.
Herzog Pierre II. de Bourbon verlobte Karl mit königlicher Zustimmung im März 1501 in Moulins mit seiner Erbtochter Suzanne, wodurch Karl Aussicht hatte, ein mächtiger Prinz von Geblüt in Frankreich zu werden. Zur Beilegung von Erbstreitigkeiten wurde Suzanne aber 1505 mit dem späteren Connétable Charles de Bourbon vermählt. Karl erhielt 100.000 Livres Entschädigung.
Ludwig XII. hatte Karl und andere Prinzen 1503 in Valenciennes zeitweilig den Niederländern als Geisel zur Sicherheit der Durchreise des Erzherzogs Philipp von Österreich übergeben. Seinen ersten Feldzug führte Karl 1507 in Italien unter dem Oberbefehl König Ludwigs XII., wobei er vor allem an der Belagerung von Genua teilnahm. 1509 begleitete er ihn erneut, kämpfte in der Schlacht von Agnadello, bei der Eroberung von Bergamo, Caravaggio, Peschiera Borromeo und Cremona.
Im Dezember 1509 heiratete Karl in Blois Margarete von Angoulême, Tochter von Karl, Graf von Angoulême, und Luise von Savoyen, und ältere Schwester des späteren Königs Franz I. Die Ehe, die vor allem auf Betreiben Luises von Savoyen zustande gekommen war, blieb kinderlos. Karls Mutter Margarete zog sich nach der Eheschließung ihres Sohns vom Hof zurück, führte ein religiöses Leben und starb 1521 in einem Klarissenkloster in Argentan.
Nachdem sein Schwager 1515 als Franz I. den Thron bestiegen hatte, nahm Karl erneut an einem Italienfeldzug teil. So kämpfte er im September 1515 in der Schlacht bei Marignano. Franz I. erhob ihn im gleichen Jahr zum ersten Prinzen von Geblüt und sicherte ihm die Erbschaft des Armagnac unter der Bedingung zu, dass sie, falls seine Ehe kinderlos bliebe, der Krone anheimfallen sollte. Ferner schenkte der König seinem Schwager am 11. Oktober 1517 das Herzogtum Berry. Als 1521 Truppen Kaiser Karls V. unter dem Grafen von Nassau von den Niederlanden her in die Picardie eindrangen, erhielt Karl die Statthalterschaft der Champagne und das Kommando der Vorhut des königlichen Heers. Da er aber allein zur Verteidigung der Champagne nicht fähig war, trat ihm der Marschall von Châtillon als Ratgeber zur Seite. Der Herzog und Connétable von Bourbon fühlte sich über Karls stete Bevorzugung beleidigt und trat schließlich auf die Seite des Kaisers über. Karl erschien mit Franz I. am 8. März 1524 im Parlament, wo der Herzog von Bourbon als Rebell verurteilt wurde.
Auch 1524 folgte Karl wie gewöhnlich Franz I. auf dessen Feldzügen. Als Führer der Vorhut nahm er in Italien an allen Kämpfen teil. Nachdem er bei der Belagerung Pavias mitgeholfen hatte, führte er in der Schlacht bei Pavia am 24. Februar 1525 den linken Flügel. Als er hörte, dass der rechte Flügel unter dem Marschall Jacques II. de Chabannes geschlagen und dieser gefallen sei, außerdem das Mitteltreffen unter Franz I. selbst in großer Bedrängnis sei, ergriff er die Flucht. In der Folge geriet der König in Gefangenschaft. Karl führte die Nachhut nach Lyon zurück, wo ihm seine Schwiegermutter wegen seines Verhaltens in der Schlacht heftig tadelte. Er starb kurz darauf am 11. April 1525 im Schloss Saint-Just zu Lyon unter dem Eindruck der Niederlage und den Vorwürfen, den König allein gelassen zu haben. Er wurde in Alençon beigesetzt. Seine Witwe Margarete blieb Herzogin von Alençon, wodurch sie Karls Schwester Françoise von der Nachfolge verdrängte.